# Tita Valencia
Guadalupe Valencia Nieto, conocida como Tita Valencia (Ciudad de México, 4 de junio de 1938), es una escritora, poeta, guionista, pianista y gestora cultural mexicana. Ganadora en 1976 del Premio Xavier Villaurrutia, el premio literario más importante de México, por su novela Minotauromaquia.

## Biografía
Nacida dentro de las altas esferas de la sociedad mexicana, Tita Valencia se benefició de un entorno multicultural e ilustrado. Cursó estudios de piano en el Conservatorio Nacional de Música y después de titularse realizó un posgrado en la École Normale de Musique de Paris.
Desde temprana edad, Tita Valencia presentó un ávido interés por la literatura. Escribió su primer poema a los 6 años y, a los 17, con la ayuda de su tío José Moreno Villa, publica su primera obra Rutina en el suplemento cultural de la revista Novedades. Por iniciativa de otro de sus parientes, el escritor y cineasta potosino Jorge Ferretis, Tita Valencia asistió a talleres literarios junto a otros autores de la época, como Juan José Arreola, Juan Rulfo, Guadalupe Dueñas y Ricardo Garibay.
En 1975, Valencia parte a San Antonio, Texas para trabajar con la comunidad chicana en el Instituto Cultural Mexicano.
Un año después, en 1976, la escritora publicó Minotauromaquia. Crónica de un desencuentro, libro dedicado a Arreola y por el cual Tita Valencia recibió el Premio Xavier Villaurrutia de ese mismo año. No obstante el reconocimiento, la publicación fue ampliamente criticada por denunciar prácticas de abuso de parte de los escritores varones de la época.
En la obra, la autora narra una relación violenta que, años después, revelaría ser la que sostuvo con Juan José Arreola, entonces 19 años mayor que ella. Este hecho se suma a denuncia realizada por la también escritora Elena Poniatowska, quien en diciembre de 2019 acusó abiertamente a Arreola por violación, en su libro El amante polaco.
La experiencia descrita en Minotauromaquia valió la interrupción de la actividad literaria de Tita Valencia, que no publicó otra obra hasta 1995, cuando editó el poemario El trovar clus de las jacarandas. Más tarde publicaría la biografía de su abuelo, Rafael Nieto: la Patria y más allá, lanzada en 1998.
En los años noventa la también pianista migró a Austin, Texas, donde vivió y se desempeñó por 22 años al lado de su marido, Miguel González Gerth quien fuera poeta, ensayista y docente de la Universidad de Texas.
En 2019, Minotauromaquia fue reeditada dentro de la colección Vindictas, junto con otras obras de autoras contemporáneas como, Luisa Josefina Hernández y Marcela del Río, por la Dirección General de Publicaciones de la UNAM.

## Otras actividades

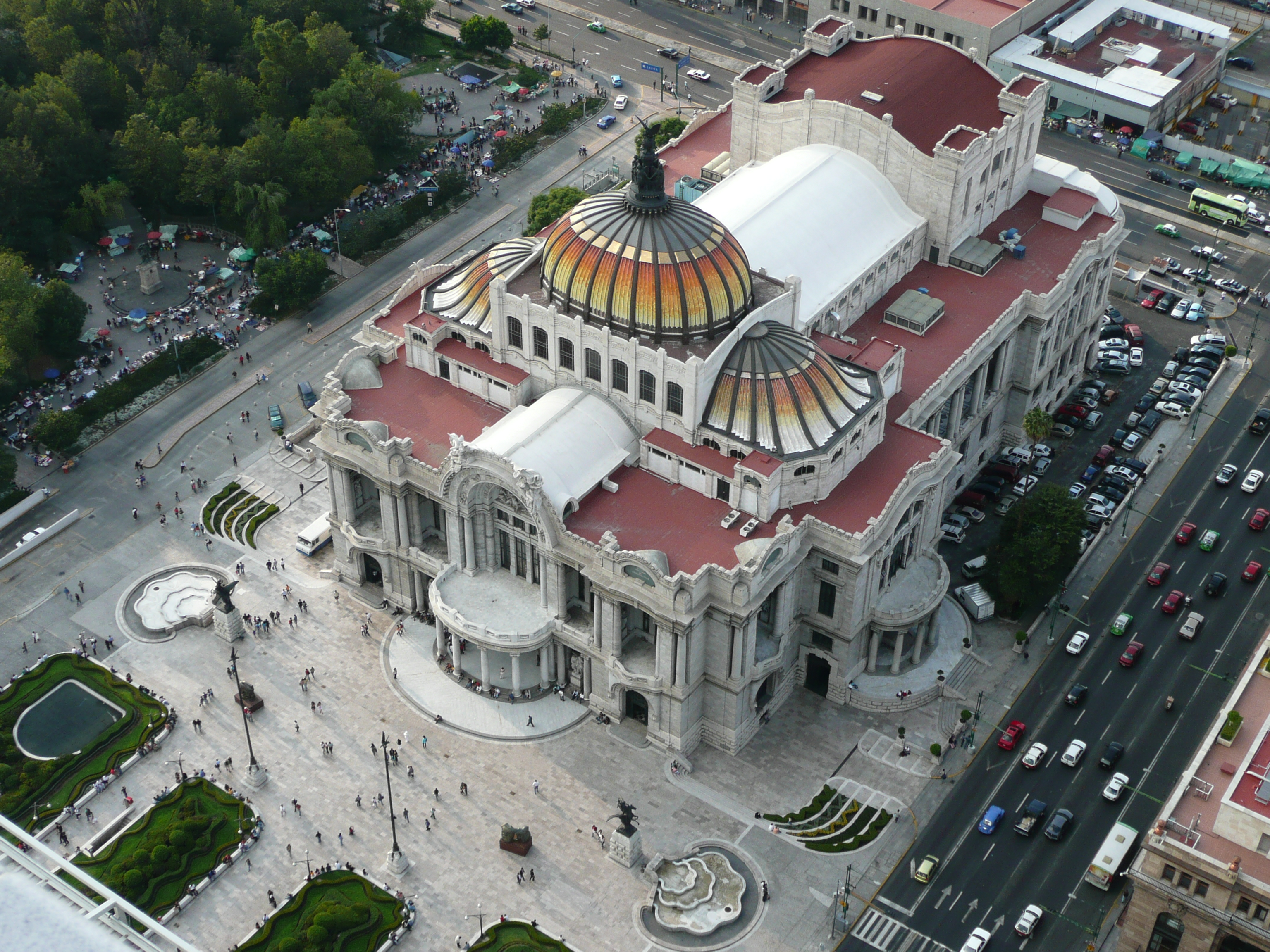
Además de literata, Tita Valencia es una destacada pianista que ofrece conciertos en escenarios tan exclusivos como el Palacio de Bellas Artes de la Ciudad de México

En su carrera pianística, ha ofrecido conciertos en foros tan importantes como el Palacio de Bellas Artes de la Ciudad de México.
Además de trabajar en radio y televisión como guionista y crítica musical, ha desempeñado diversos cargos relacionados con la gestión cultural, como coordinadora literaria en el Consejo Nacional de Cultura de los Trabajadores; coordinadora del programa de extensión cultural de la Universidad Nacional Autónoma de México en San Antonio, Texas; subdirectora del Museo de Arte Moderno de México; y coordinadora de importantes eventos culturales como Operalia 94,
Ha realizado colaboraciones para diferentes medios impresos nacionales e internacionales, como: Cuadernos del Unicornio, Excélsior, La Música en México, México en la Cultura, Plural, Revista de la Universidad Iberoamericana, Revista de Literatura Mexicana Contemporánea, Revista Universidad de México y el Concurso Internacional de Ópera Plácido Domingo. American Review, entre otros.

## Reconocimientos
- Premio Xavier Villaurrutia (1976) por su novela Minotauromaquia.[9]

## Obra
Biografía
- Rafael Nieto : la Patria y más allá: antología (1998)

Cuento
- El hombre negro (1958)

Ensayo
- Esencia y presencia guadalupanas: un contracanto secular (2000)

Novela
- Minotauromaquia. Crónica de un desencuentro (1976)
- Urgente decir te amo (1932-1942) (2007)

Poesía
- El trovar clus de las jacarandas (1995)